# Le Meillard
Le Meillard (picardisch: L' Meillèr) ist eine nordfranzösische Gemeinde mit 153 Einwohnern (Stand 1. Januar 2022) im Département Somme in der Region Hauts-de-France. Die Gemeinde liegt im Arrondissement Amiens, ist Teil der Communauté de communes du Territoire Nord Picardie und gehört zum Kanton Doullens.

## Geographie
Die Gemeinde liegt zwischen Bernaville und dem Tal des Flusses Authie rund fünf Kilometer nordnordöstlich von Bernaville. Zur Gemeinde gehören die Gehöfte Le Grand Meillard im Süden und L’Escarnoy im Nordwesten. An der Gemeindegrenze zu Frohen-sur-Authie liegen Reste von Raketenabschussrampen der Wehrmacht aus dem Zweiten Weltkrieg.

## Geschichte
In  dem Ort haben sich gallo-römische Siedlungsspuren wie Sarkophage und Terrakotten gefunden. 
Im Jahr 1140 wird er als Meslerd erstmals genannt.

## Einwohner
| 1962 | 1968 | 1975 | 1982 | 1990 | 1999 | 2006 | 2011 |
| ---- | ---- | ---- | ---- | ---- | ---- | ---- | ---- |
| 190  | 197  | 163  | 134  | 114  | 131  | 140  | 169  |

## Sehenswürdigkeiten

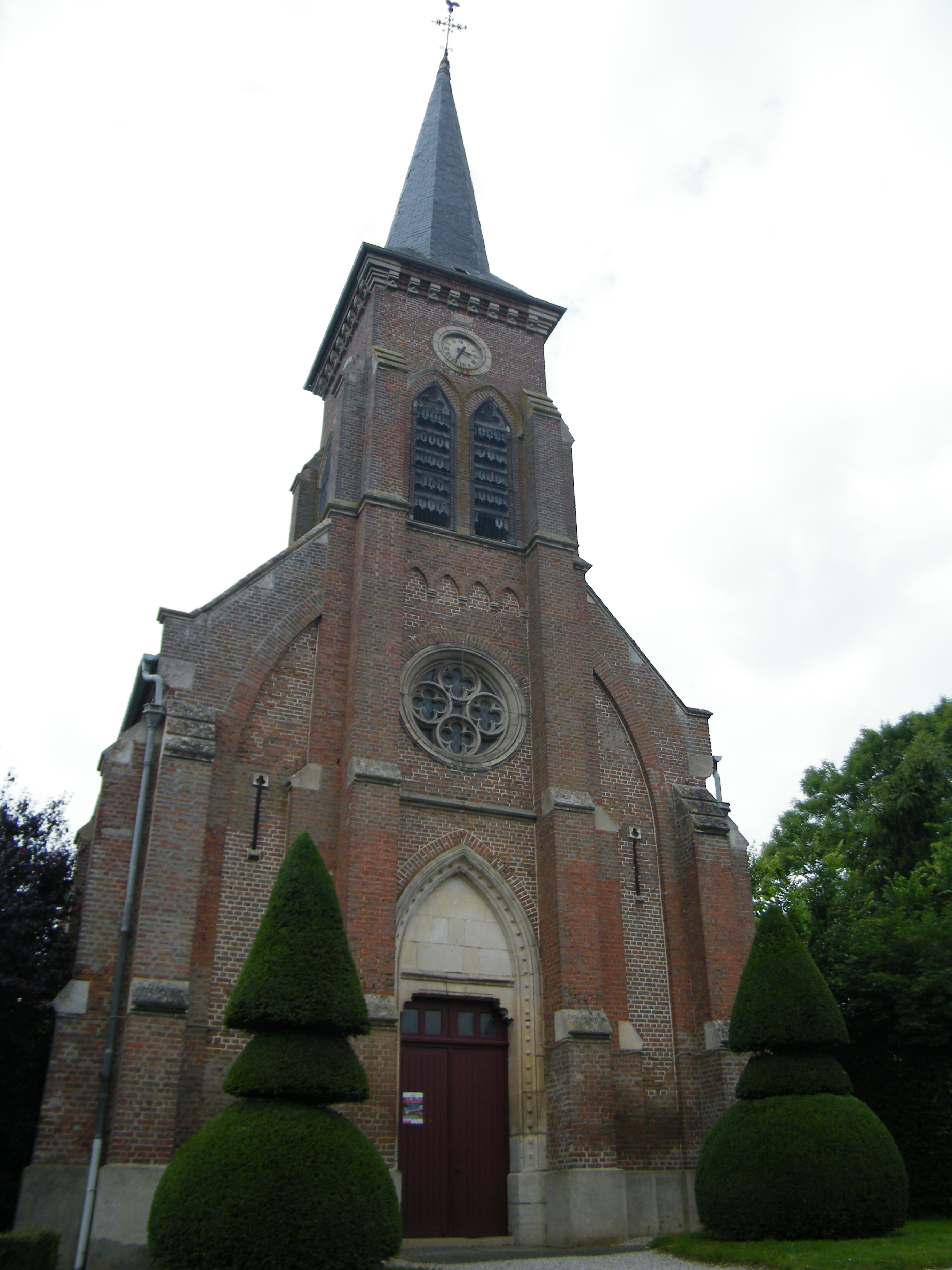
Turm der Kirche Saint-Fursy

- Kirche Saint-Fursy